# Andrea Previtali

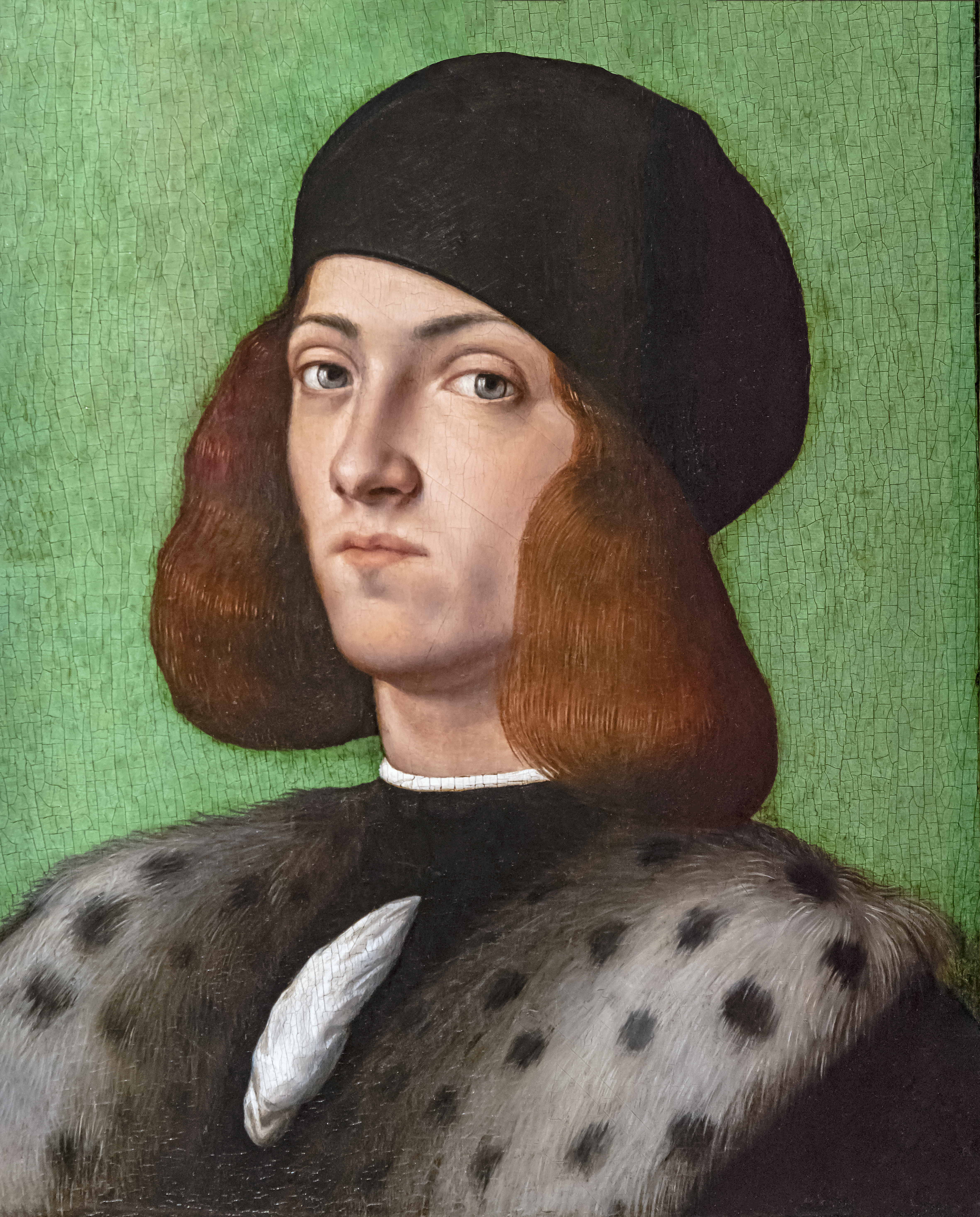
Portrait de jeune homme au bonnet noir, Fondation Bemberg, Toulouse, France.

Andrea Previtali parfois dit le Cordeliaghi (Brembate di Sopra, vers 1480 - Bergame, 1528) est un peintre de la Renaissance italienne rattaché à l'école vénitienne.

## Biographie

### Origines et formation
Andrea Previtali, fils de Martino originaire de Berbenno, un petit bourg des alentours de Bergame dans la vallée d'Imagna, fabricant de cordes, est probablement né vers 1480 dans la vallée, peut-être à Brembate di Sopra,. De par l'activité artisanale exercée, la famille est connue sous le surnom de Cordelleagi, ce qui ne déplait certainement pas à Andrea qui signe certaines œuvres réalisées à Venise sous le nom d' Andrea Bergomensis, tandis qu'à son retour à Bergame, il signe ses œuvres Andreas Privitalus,.
Présentant tôt des capacités pour le dessin, il est envoyé à Venise, grand foyer culturel du nord de l'Italie, afin de recevoir une formation de peintre. Il devient élève dans l'atelier du célèbre Giovanni Bellini. Il y est présent en 1502, où il est indiqué comme Ioanis Bellini dissipulus sur le tableau Vierge à l'Enfant et donateur qui se trouve au Musée Civique de Padoue, considéré comme sa première œuvre. Ses premières réalisations, des paysages enchanteurs et des portraits, sont marquées par l'influence de Bellini mais aussi des plus grands peintres vénitiens de l'époque,  Vittore Carpaccio, Giorgione et Palma le Vieux, artistes qu'il a pu rencontrer lors de son séjour dans la Sérénissime. À partir de 1510, il ne signe plus ses œuvres en tant qu'élève de l'atelier de Bellini, cela le considère comme alors émancipé.

### Retour à Bergame
Vers 1511, Andrea Previtali est de retour à Bergame, probablement appelé par la famille de son compatriote Casotti de Mazzoleni. Quatre premières œuvres lui sont commandées : en 1512, ce qui est sa première œuvre importante, San Sigismondo dans l'église Santa Maria del Conventino, un triptyque dont il ne reste qu'une partie ; des fresques pour Paolo Casotti à la Villa Zogna, détachées plus tard et conservées à Trescore, représentant Les Arts et l'artisanat ; le retable avec Saint Jean-Baptiste parmi d'autres saints, également commandé par Giovanni et Bartolomeo Casotti pour l'église du Saint-Esprit et le Retable de Sainte Ursule conservé à l'Académie Carrara, commandé par la Scuola di Sant'Orsola pour l'autel placé dans l'église Saint-Augustin de Bergame.
En 1512, Lorenzo Lotto arrive à Bergame et Previtali se laisse influencer par ses œuvres, collaborant avec lui à tel point que lorsque Lotto reviendra à Venise, il sera l'intermédiaire dans la création et le contrôle des marqueteries du chœur de la basilique Santa Maria Maggiore de Bergame de Giovan Francesco Capoferri.
En 1524, il crée le Retable de saint Benoît pour la cathédrale de Bergame, qui est considéré comme son œuvre la plus importante.
Il est le maître du peintre Agostino Facheris da Cavesegno, dont il reste le polyptyque peint à deux mains, commandé par la famille Gozzi pour leur chapelle de Santo Spirito.

### Mort
On ne sait rien de sa vie privée, il n'existe aucun document indiquant un mariage et aucun testament. Le dernier document qui témoigne de sa vie est daté du 26 février 1528, un acte qui le mentionne comme garant d'un de ses proches qui est en prison pour insolvabilité.
Sa mort survient le 7 novembre 1528, à la suite de la peste, dans sa maison près de l'église Sant'Andrea de Bergame. L'information est rapportée par l'historien de l'art Francesco Tassi .

## Style
Peintre prolifique, Previtali peint surtout des tableaux à sujet religieux qui ornent parfois encore les églises de la région de Bergame, sans renoncer pour autant à ses portraits, très raffinés grâce à leur belle luminosité et à un sens aigu du réalisme. Sa souplesse de caractère et sa capacité de préhension lui ont permis de se rapprocher de nombreux artistes et d'apprendre à s'inspirer d'eux par l'exemple ; cela dénote sa manière humble mais intelligente d'aborder la peinture, sachant ne jamais prendre de risques dans des œuvres difficiles à exécuter pour lui. .

## Principales œuvres
- Vierge à l'Enfant et donateur, 1504, huile sur bois, 63 × 54 cm, Musées civiques de Padoue
- Mariage mystique de sainte Catherine, v. 1505, bois, 70 × 85 cm, Église San Giobbe, Venise [9]
- Sainte Famille avec Jean Baptiste, saint Jacques majeur et deux donateurs[10], v. 1508, huile sur peuplier, 72 × 114 cm, Kunsthistorisches Museum, Vienne
- Annonciation, v. 1508, sanctuaire de Santa Maria di Meschio, Vittorio Veneto
- Portrait d'homme, 1508-1510, Huile sur bois de pin, 33 × 27 cm, Kunsthistorisches Museum, Vienne
- Nativité, 1515-1520, toile, 133 × 215 cm, Gallerie dell'Accademia de Venise[9]
- Madonna Baglioni (Madonna con il Bambino tra Santi), 1515-1520, huile sur panneau, 87 × 119 cm, Académie Carrara, Bergame
- Noyade de l'armée du Pharaon dans la mer Rouge, 1515-1520, toile, 132 × 213 cm, Gallerie dell'Accademia de Venise[9]
- Vierge à l'Enfant, v. 1515, peinture, El Paso Museum of Art
- Conversation sacrée Casotti (Académie Carrara, Bergame) ;
- Saint Benoît sur la cathèdre et saints (Cathédrale de Bergame) ;
- Couronnement de la Vierge (Accademia di Brera, Milan) ;
- Portrait de condottiere, Alger, Musée national des beaux-arts d'Alger ;
- Vierge à l'Enfant adorée par deux anges (National Gallery, Londres, Royaume-Uni) ;
- Vierge à l'Enfant avec les saints Jean-Baptiste et Catherine (National Gallery, Londres) ;
- Vierge à l'Enfant avec un religieux en prière et sainte Catherine (National Gallery, Londres) ;
- Vierge à l'Enfant avec une branche d'olivier, huile sur panneau, 50 × 66 cm, National Gallery, Londres
- Salvator mundi, huile sur peuplier, 62 × 53 cm, National Gallery, Londres
- Scène des églogues d'Antonio Tebaldeo (National Gallery, Londres) ;
- La Béatitude du Christ (National Gallery, Londres) ;
- Portrait d'homme (recto) et Memento mori (verso), bois, 238 × 180 cm, Museo Poldi Pezzoli, Milan
- Portrait de jeune homme au bonnet noir (Fondation Bemberg, Toulouse, France).
- Le Repos pendant la fuite en Égypte (The Faringdon Collection à Buscot Park, Oxfordshire, Royaume-Uni) ;
- Saint Antoine abbé, saint Christophe et saint Nicolas de Tolentino (Alzano Lombardo, Museo d'Arte Sacra S.Martino)
- Transfiguration[11], huile sur panneau, 148 × 138 cm, Pinacothèque de Brera, Milan
- Quatre Allégories, v. 1490, huile sur panneau, 32 × 22 cm, Gallerie dell'Accademia de Venise
  - Prudence
  - Fortune ou Mélancolie
  - Persévérance
  - Mensonge ou Sagesse

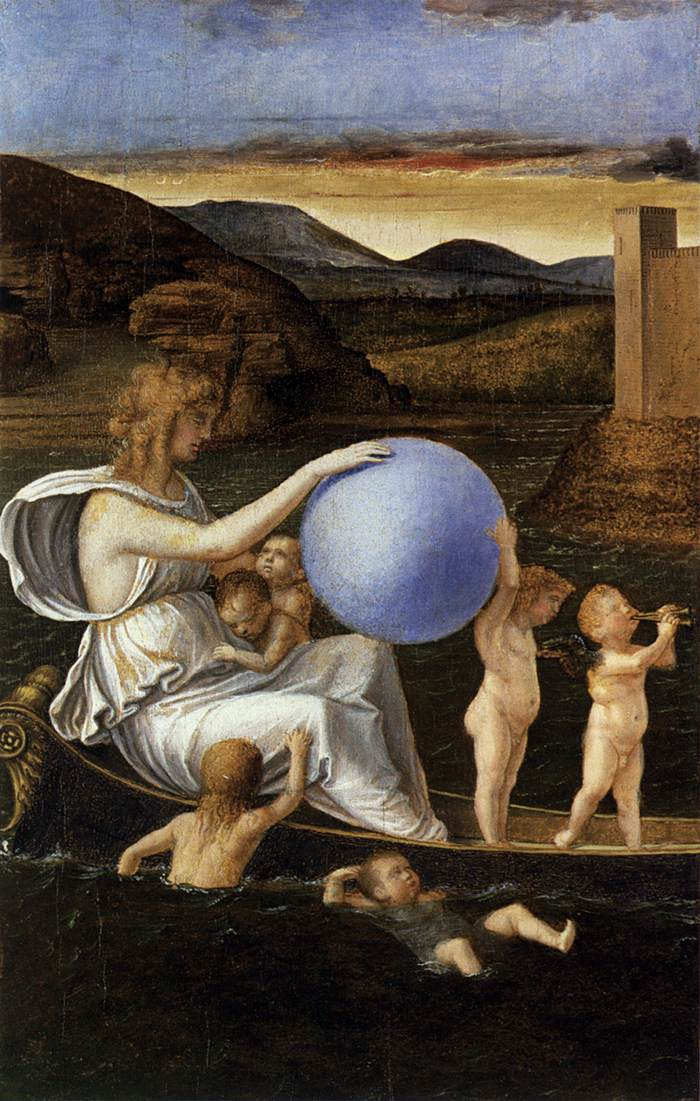
Fortune ou Mélancolie.
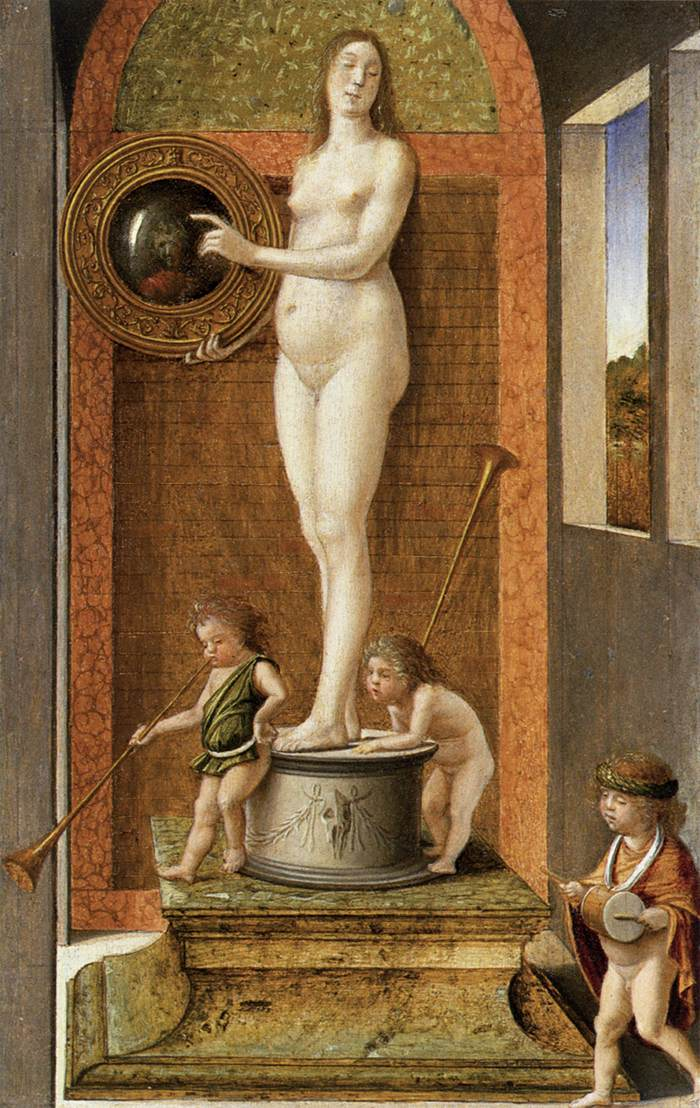
Prudence.
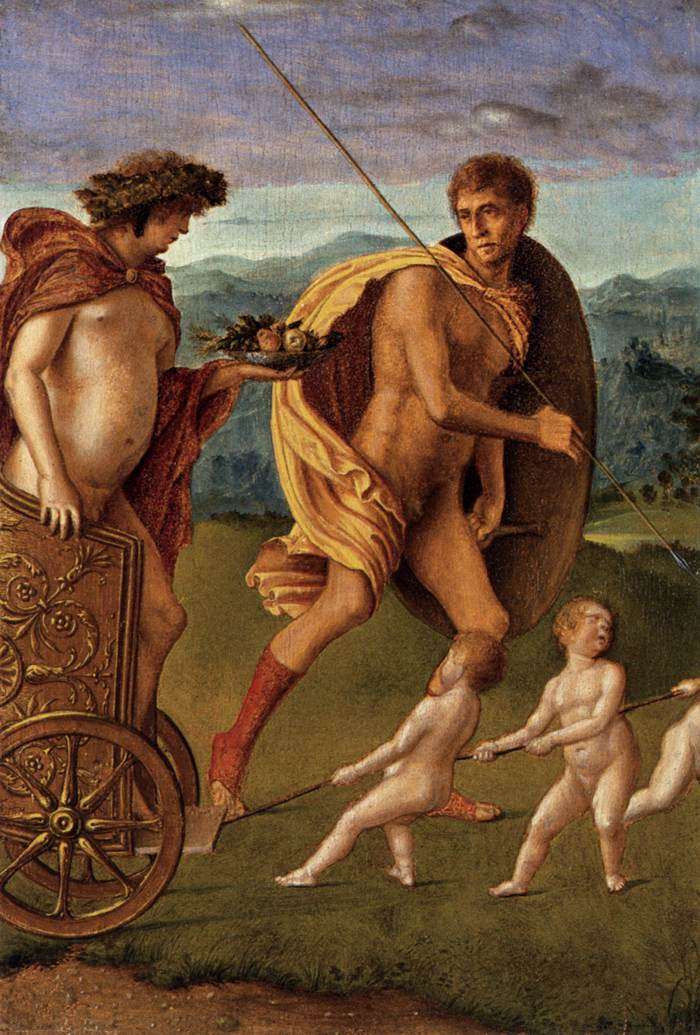
Persévérance.
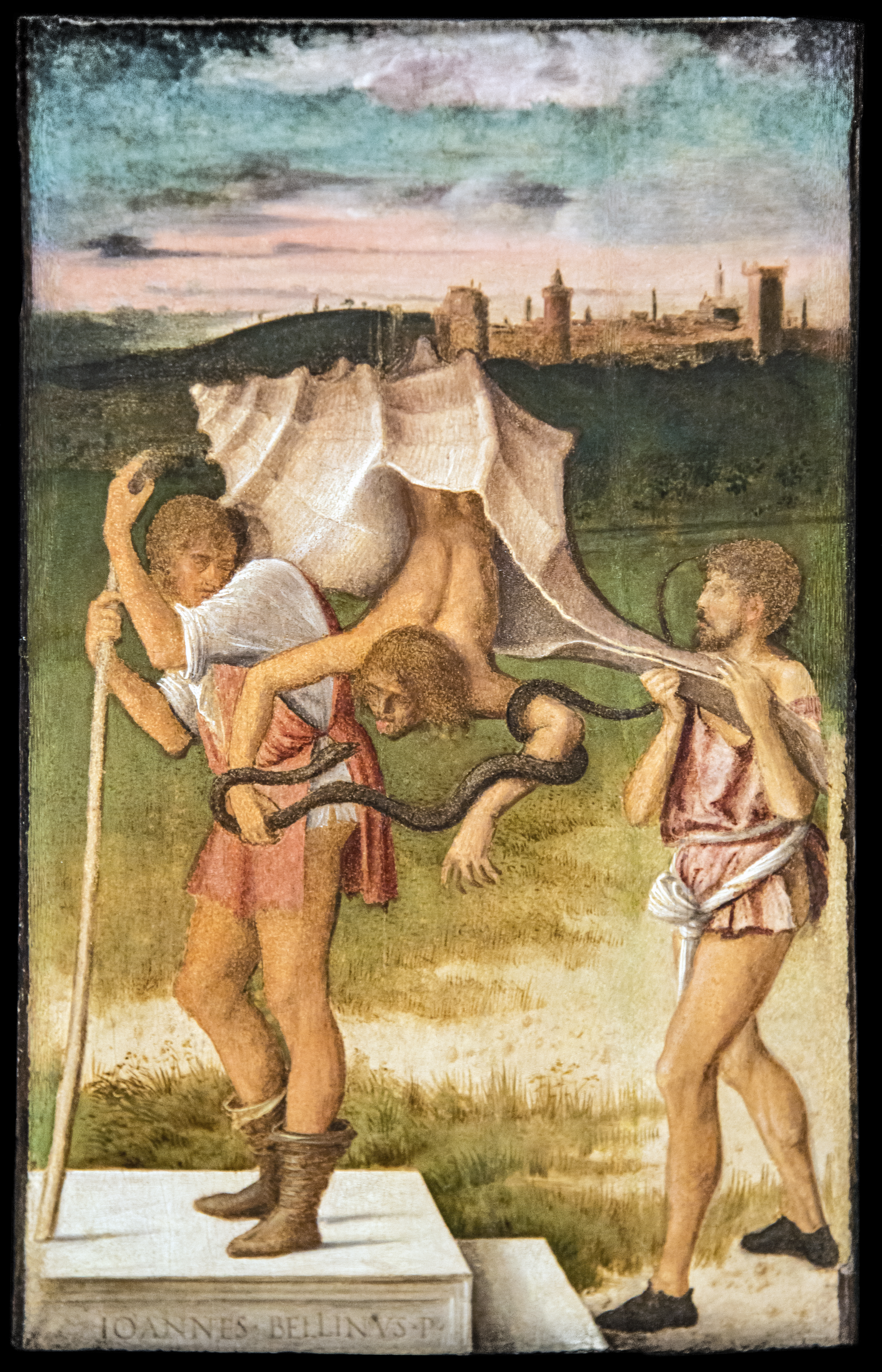
Mensonge.

## Galerie

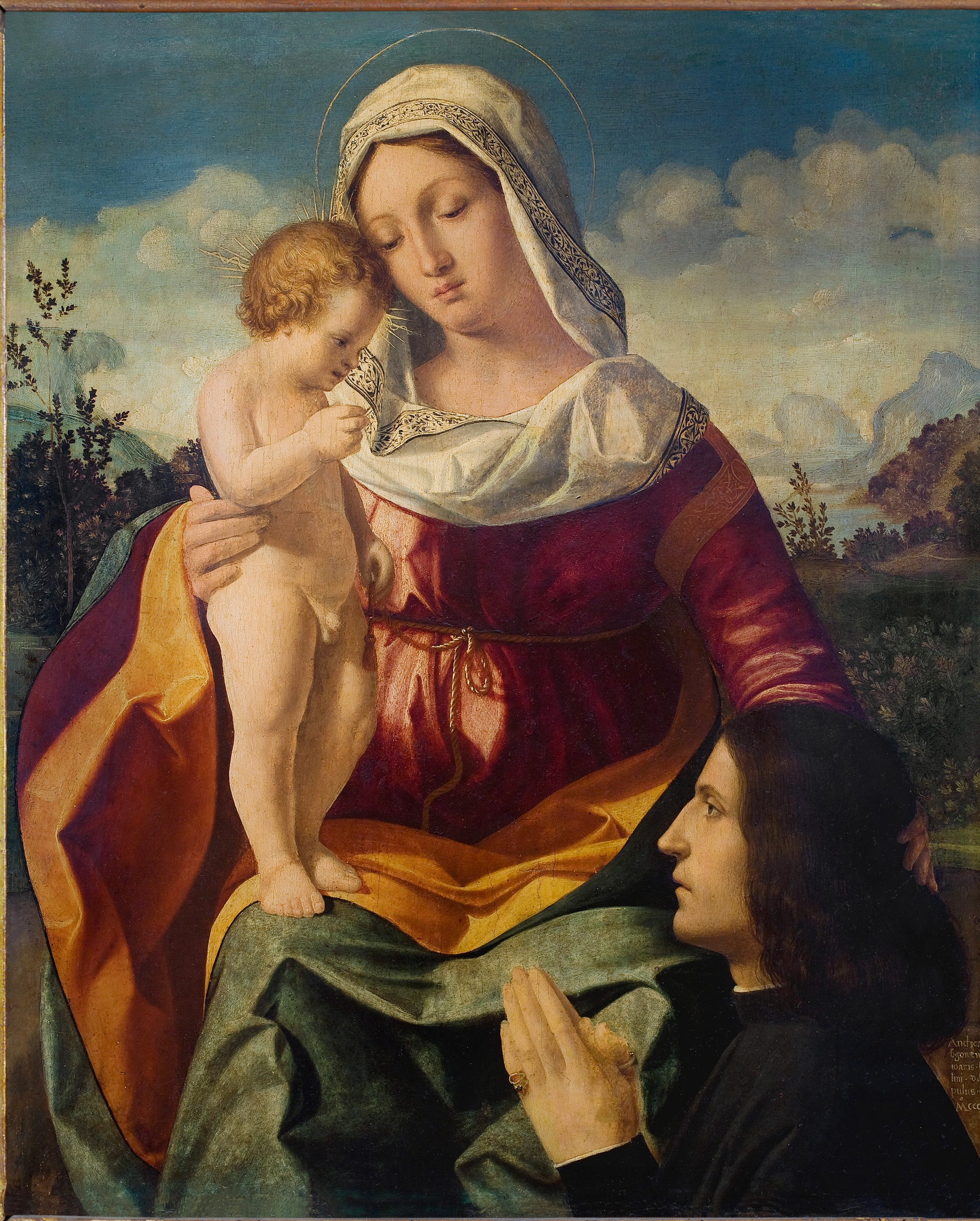
Vierge à l'Enfant et donateur, 1504 Museo Civico, Padoue.
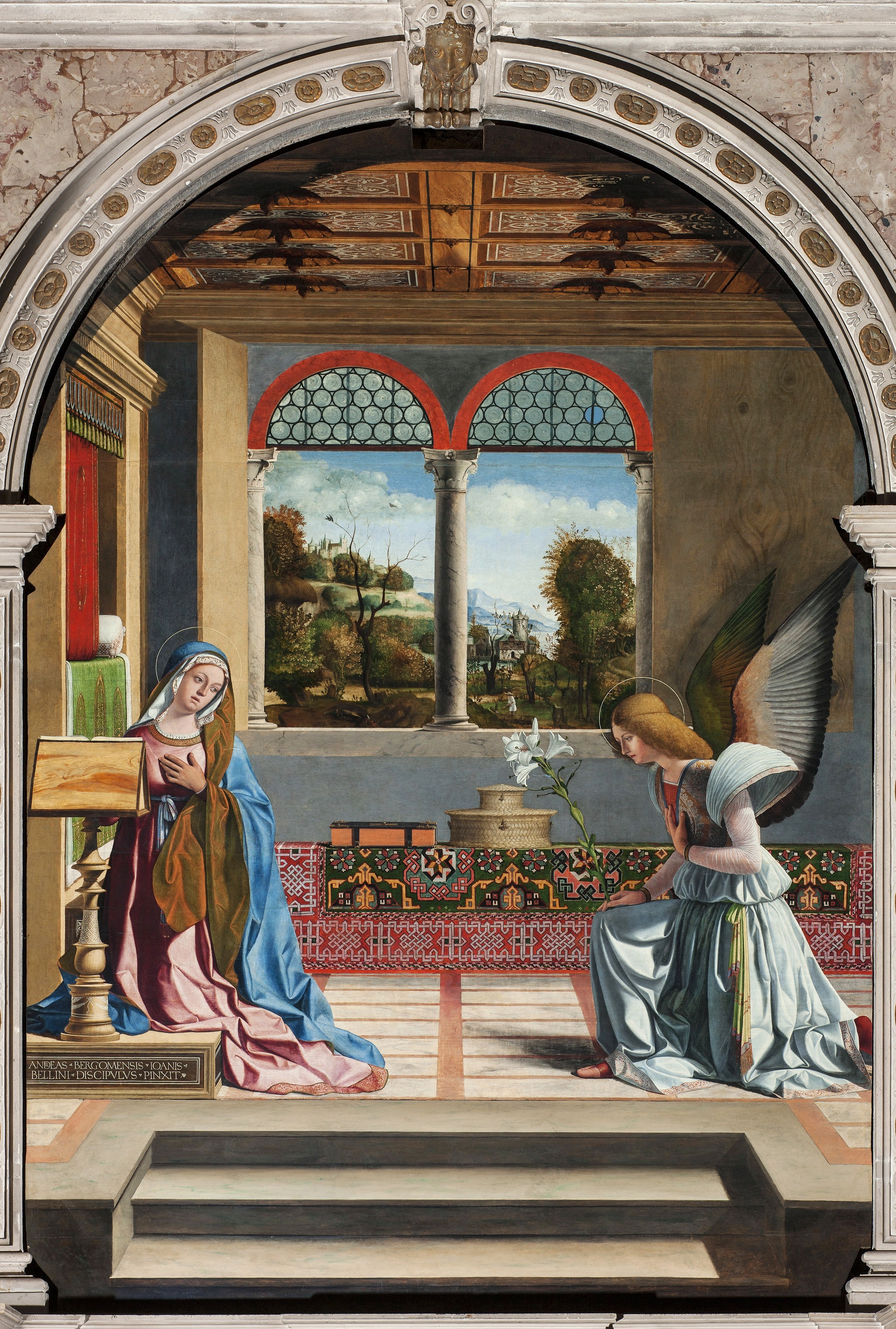
Annonciation, v. 1508 Vittorio Veneto.
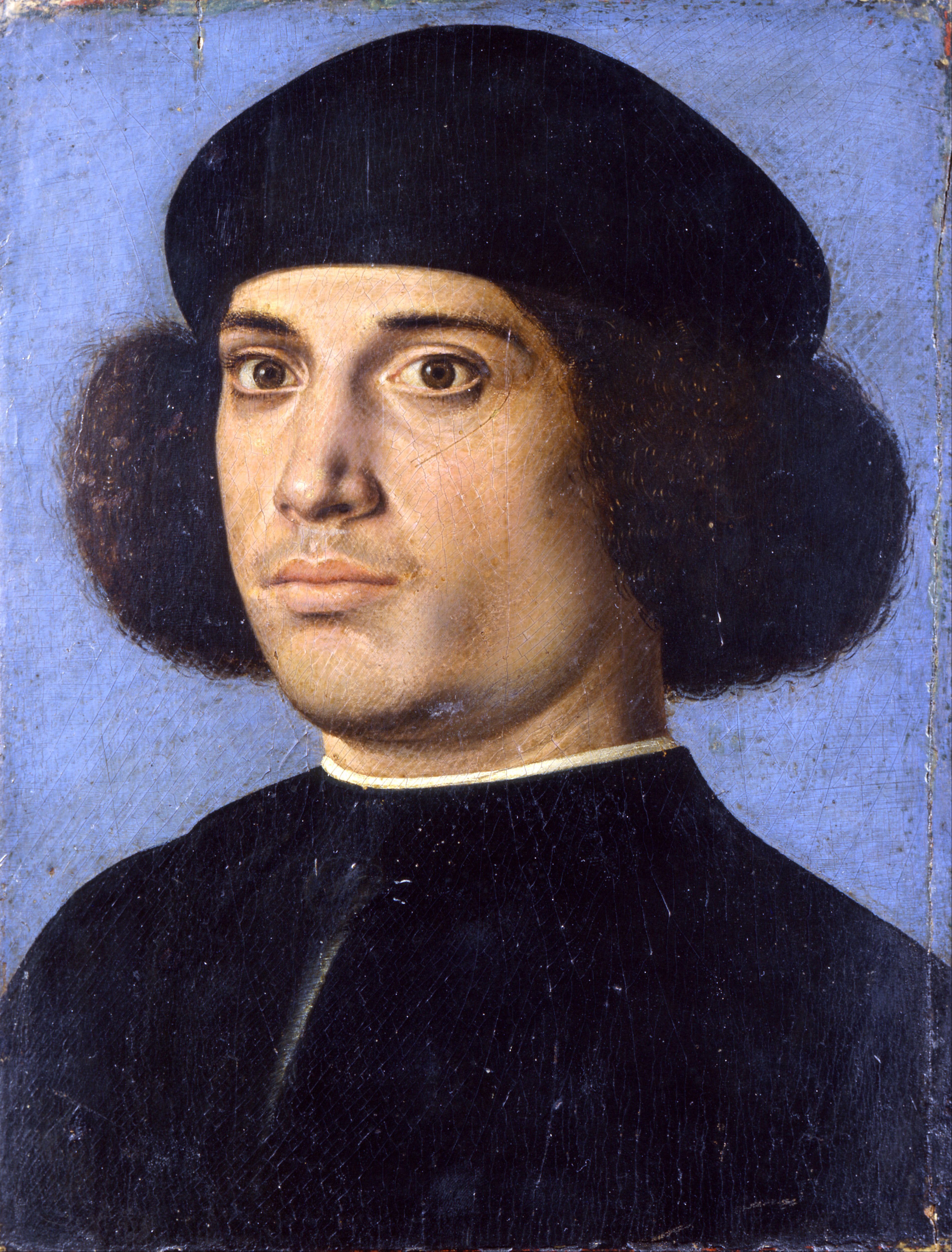
Portrait d'homme Museo Poldi Pezzoli, Milan.
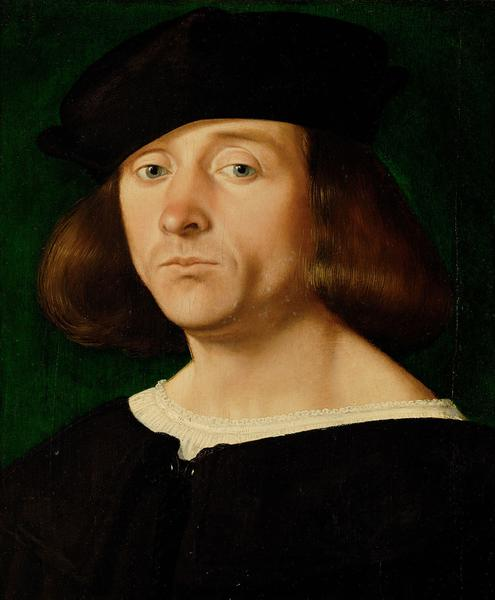
Portrait d'homme, 1508-1510 Kunsthistorisches Museum.
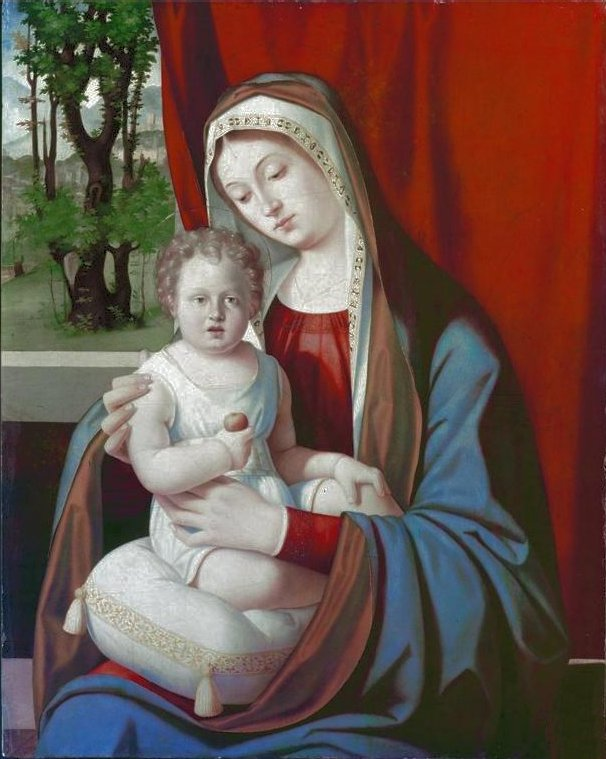
Vierge à l'Enfant, 1515 El Paso Museum of Art.
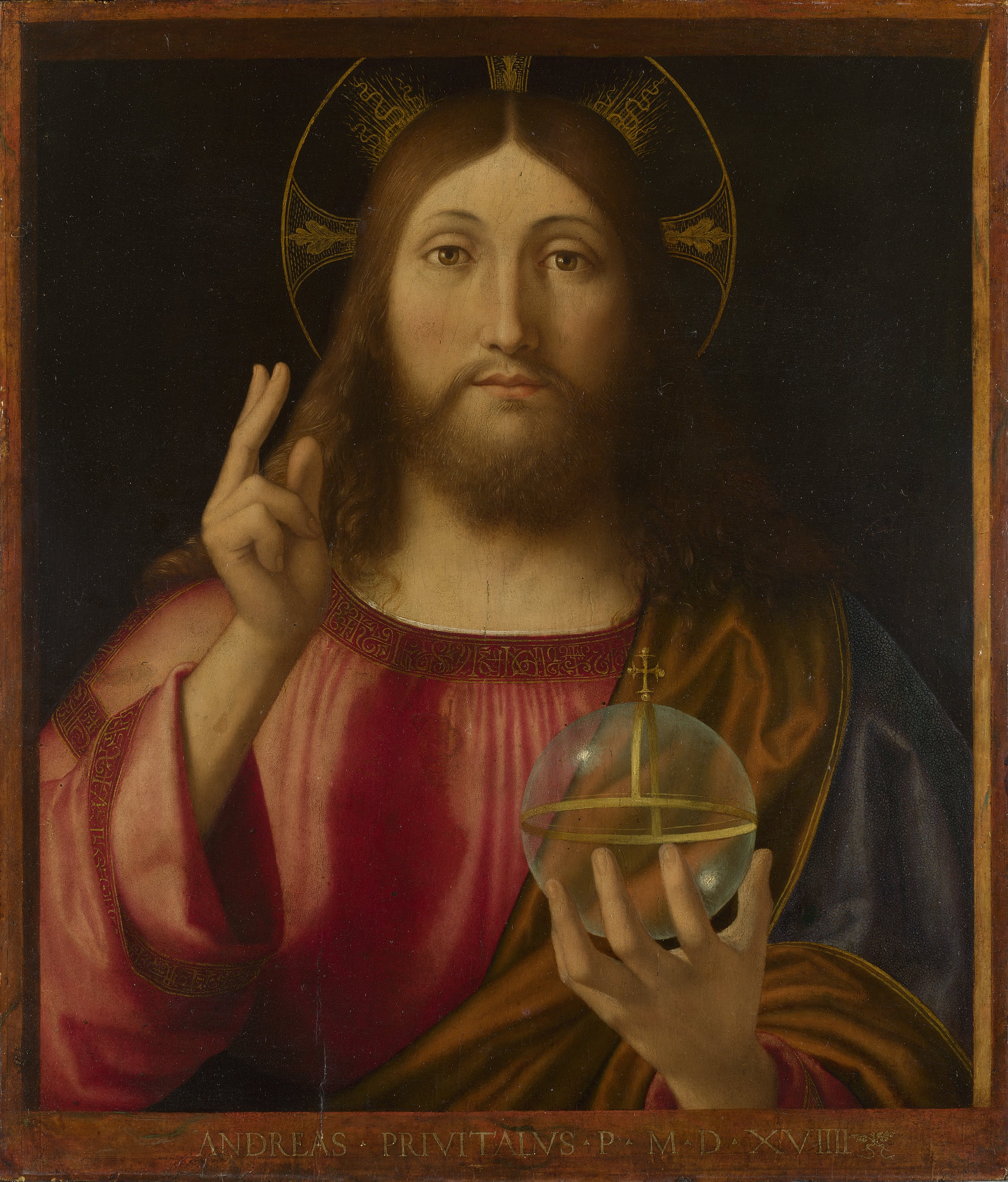
Salvator mundi National Gallery.

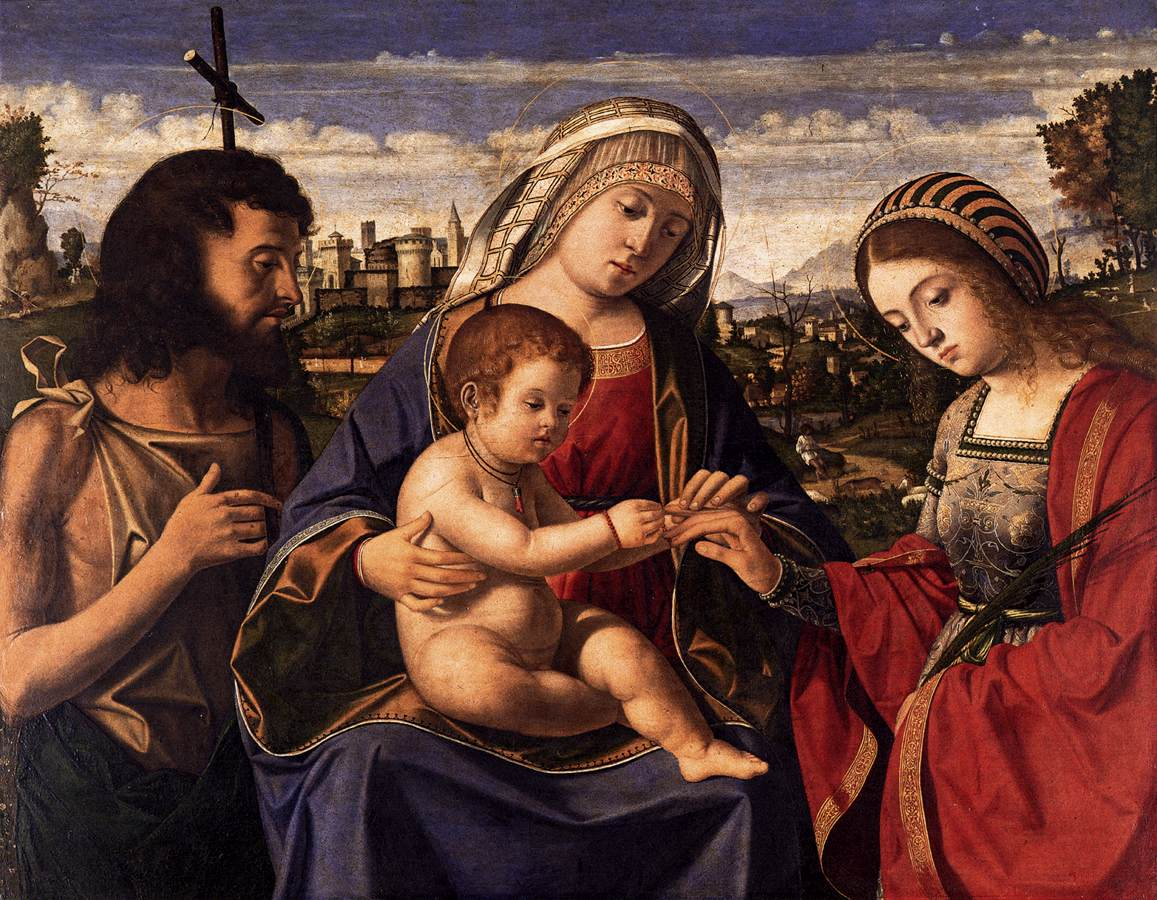
Mariage mystique de sainte Catherine, v. 1505 Église San Giobbe, Venise.
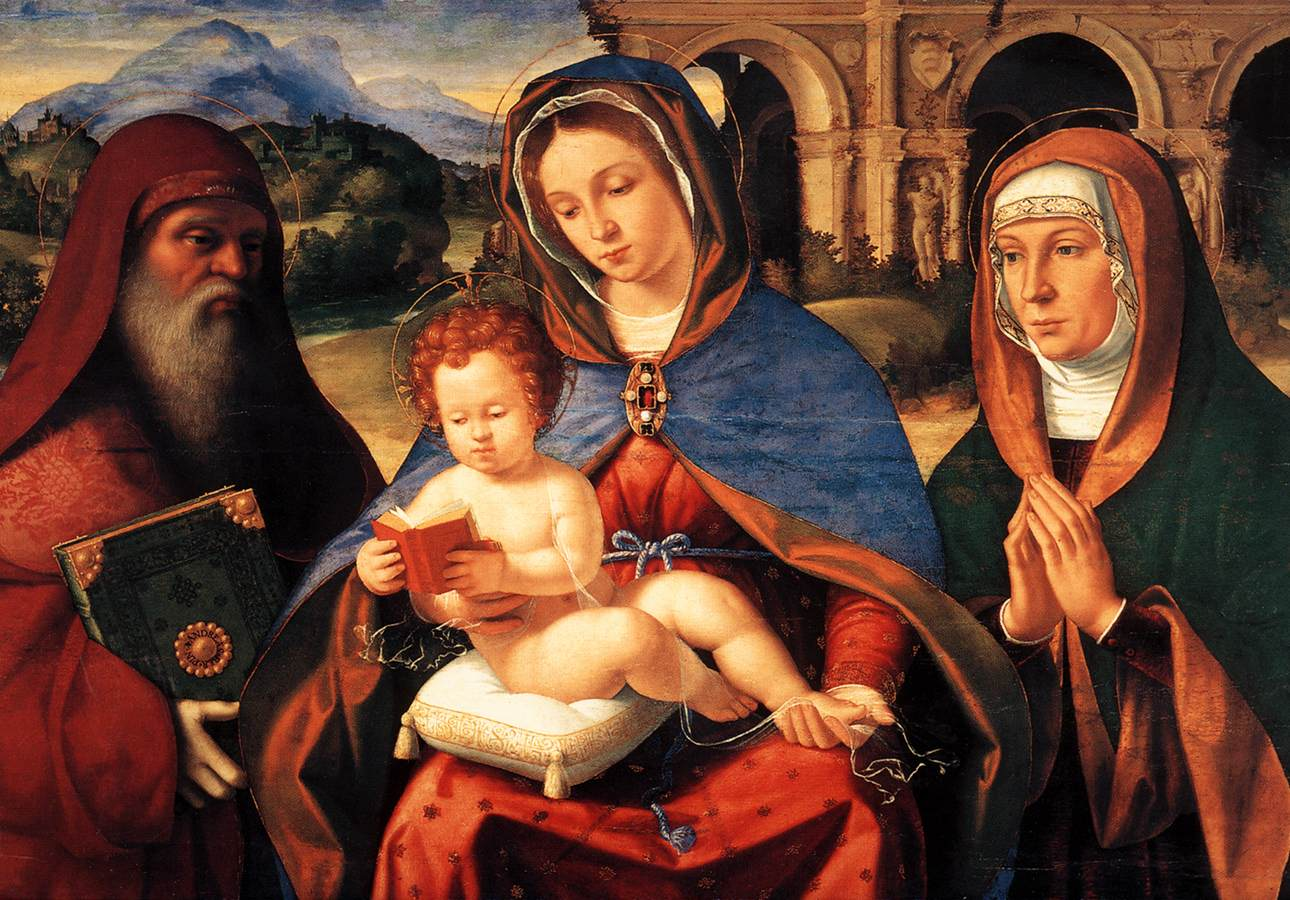
Madonna Baglioni, 1515-1520 Académie Carrara, Bergame.
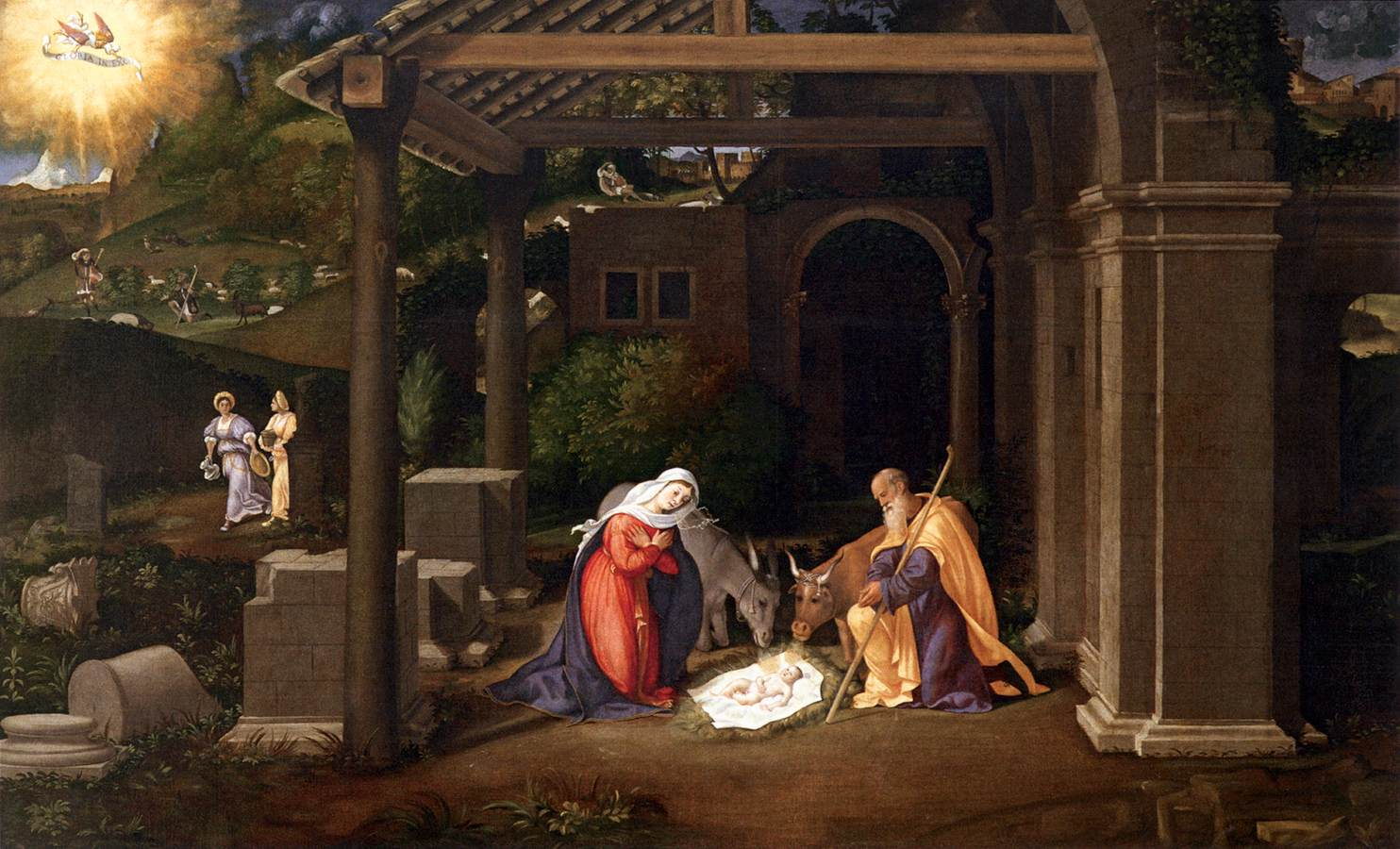
Nativité, 1515-1520 Gallerie dell'Accademia de Venise.
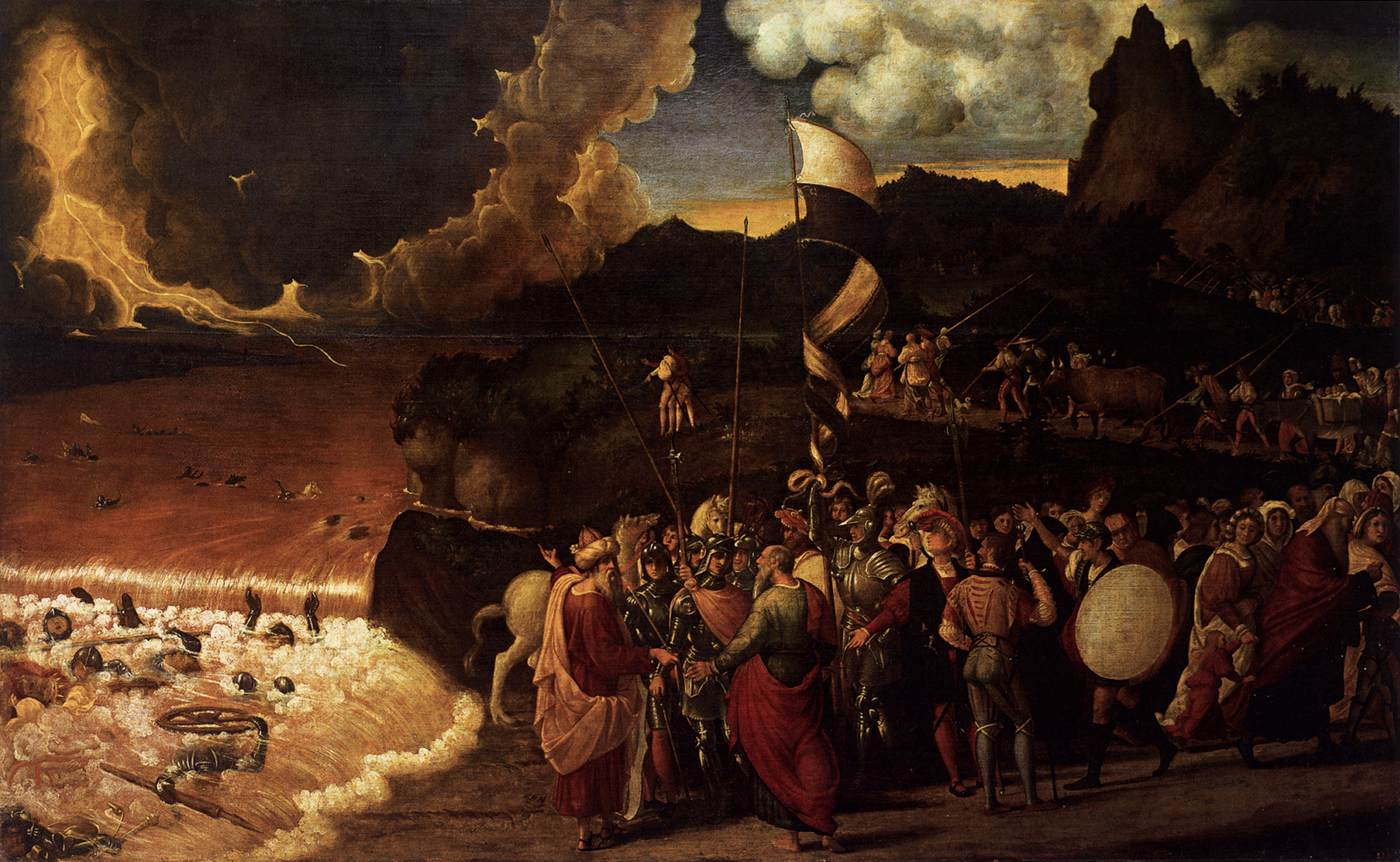
Pharaon englouti dans la Mer rouge 1515-1520 Gallerie dell'Accademia de Venise.
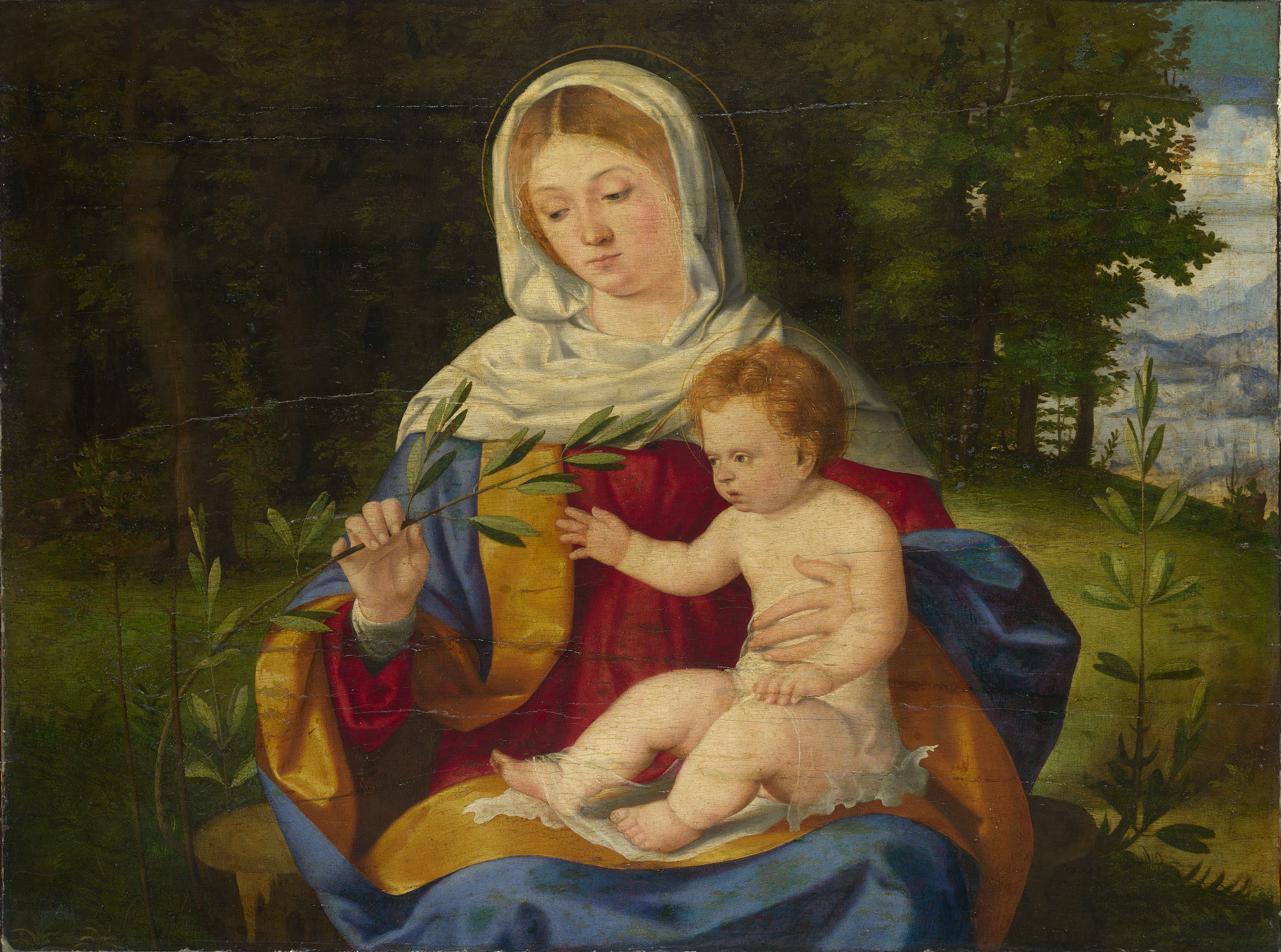
Vierge à l'Enfant avec une branche d'olivier National Gallery.